# Klovainiai
Klovainiai är en ort i Litauen. Den ligger i den centrala delen av landet, 160 km nordväst om huvudstaden Vilnius. Klovainiai ligger 58 meter över havet och antalet invånare är 980.
Terrängen runt Klovainiai är mycket platt. Runt Klovainiai är det ganska glesbefolkat, med 21 invånare per kvadratkilometer. Närmaste större samhälle är Pakruojis, 6,4 km nordväst om Klovainiai. Trakten runt Klovainiai består till största delen av jordbruksmark.